# بينغت لارسون
بينغت لارسون هو لاعب هوكي الجليد سويدي، ولد في 27 يناير 1927 في السويد.

## وصلات خارجية
- بينغت لارسون على موقع EliteProspects.com (الإنجليزية)
- بينغت لارسون على موقع Eurohockey.com (الإنجليزية)